# Trevor Greenwood
Trevor Greenwood (* 20. Jahrhundert) ist ein US-amerikanischer Filmregisseur, Filmeditor und Filmproduzent, der 1968 für den Dokumentar-Kurzfilm The Redwoods mit einem Oscar ausgezeichnet worden ist.

## Biografie
Greenwood, der an der University of California, Los Angeles (UCLA) studierte, drehte noch während seiner Studienzeit 1964 die Dokumentar-Kurzfilme HJ Maxwell, Engineer über einen alten Eisenbahningenieur, der auf sein Leben zurückblickt, und Felicia; letzteren gemeinsam mit Bob Dickson und Alan Gorg. Felicia, der Eindrücke aus dem Leben eines jungen schwarzen Mädchens in Los Angeles vermittelt, erhielt das Prädikat „Besonders wertvoll“.
Der Dokumentar-Kurzfilm The Redwoods, der im Rahmen einer Kampagne für den Sierra Club produziert wurde, als Unterstützung zur Einrichtung eines Nationalparks zum Schutz der Mammutbäume (Redwoods), entstand 1967. Der Film wurde mit einem Oscar in der Kategorie „Bester Dokumentar-Kurzfilm“ ausgezeichnet.

## Filmografie (Auswahl)
- 1964: HJ Maxwell, Engineer
- 1965: Felicia
- 1967: The Redwoods (Dokumentar-Kurzfilm; Produzent, Regisseur)
- 1975: Recorded Live (Kurzfilm; Berater)
- 1969: The Medium Is the Massage, You Know (Dokumentar-Kurzfilm; Regisseur, Editor)
- 1997: Blue City (Kurzfilm; Berater)

## Auszeichnung
- Oscarverleihung 1968: Oscargewinner zusammen mit Mark Jonathan Harris für den Film The Redwoods